# Chemical & Engineering News
Chemical & Engineering News (C&EN) è un periodico settimanale a pagamento pubblicato dalla ACS, che contiene informazioni tecniche e professionali nel campo della chimica e dell'ingegneria chimica.
Include informazioni sulle novità e ricerche in questi campi, sulla carriera e occupazione, notizie di affari e industria, notizie governative e politiche, finanziamenti sempre in questi campi e relazioni particolari. La rivista è disponibile a tutti i membri dell'American Chemical Society. Inoltre, la parte anteriore della rivista è disponibile online gratuitamente per chiunque voglia visionarla, ma è richiesto l'abbonamento per vedere ulteriori contenuti.

## Storia
La rivista è stata fondata nel 1923, e ha un sito internet dopo il 1998.
Il caporedattore è Bibiana Campos Seijo.

## Servizi d'indicizzazione e di abstract
La rivista viene riportata dalle seguenti basi di dati bibliografiche:
- Chemical Abstracts Service,[4]

- Science Citation Index,[5]

- Scopus.[6]